# Bharapa
Bharapa (nep. भारपा) – gaun wikas samiti we wschodniej części Nepalu w strefie Meći w dystrykcie Panchthar. Według nepalskiego spisu powszechnego z 2001 roku liczył on 1301 gospodarstw domowych i 7268 mieszkańców (3708 kobiet i 3560 mężczyzn).